# Rozdroże pod Tokarnią

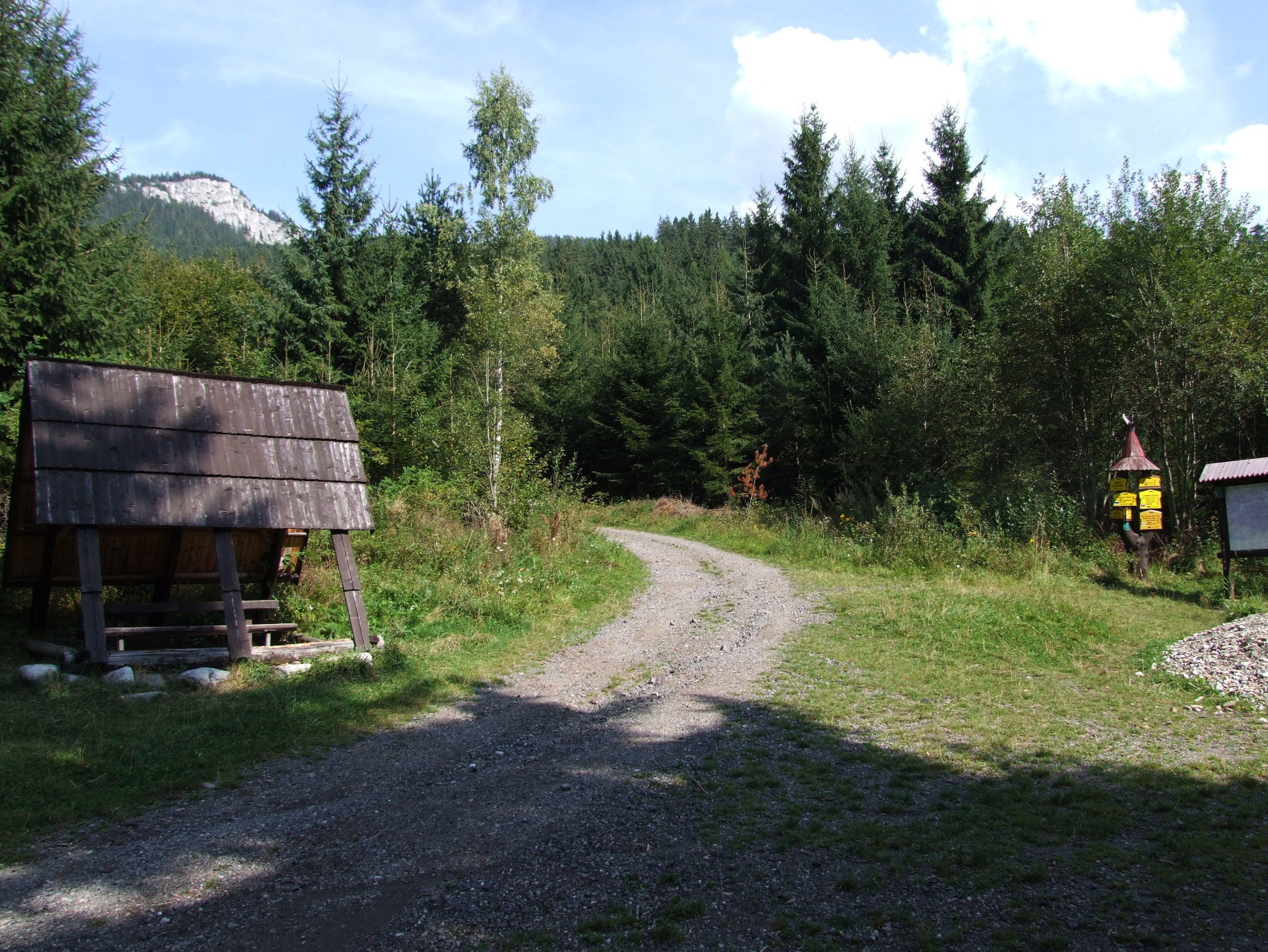
Rozdroże pod Tokarnią

Rozdroże pod Tokarnią (słow. Rázcestie na Tokárinách) – położone na wysokości 784 m n.p.m. rozdroże szlaków turystycznych u wylotu Doliny Jałowieckiej w słowackich Tatrach Zachodnich. Słowackie tabliczki na drogowskazie turystycznym podają wysokość 790 m. Znajduje się w lesie zwanym Tokarnią. Krzyżują się tutaj dwa szlaki turystyczne i ma początek Magistrala Tatrzańska – najdłuższy szlak tatrzański, prowadzący południowymi stokami słowackich Tatr. Od Rozdroża pod Tokarnią prowadzi aż do Wielkiego Białego Stawu w Dolinie Kieżmarskiej.
Rozdroże pod Tokarnią znajduje się na zachodnich zboczach Doliny Jałowieckiej, u podnóży grzbietu Sokoła, z rozdroża natomiast widoczny jest wapienny szczyt Mnicha. Jest tutaj wiata dla turystów.

## Szlaki turystyczne
żółty: Jałowiec – rozdroże pod Tokarnią – Przesieka – rozdroże do Parzychwostu – Palenica 4:40 h, ↓ 3:50 h
  zielony: rozdroże pod Tokarnią – rozdroże pod Babkami – Babki – Przedwrocie – Siwy Wierch. Czas przejścia: 4:50 h, ↓ 4  h
  Magistrala Tatrzańska (fragment): rozdroże pod Tokarnią – Przesieka – Dolina Żarska: 1:40 h, ↓ 1:30 h